# Flik 38
La Fliegerkompanie 38 (abbreviata in Flik 38) era una delle squadriglie della Kaiserliche und Königliche Luftfahrtruppen.

## Storia

### Prima guerra mondiale
La squadriglia fu creata nel 1916 e dopo l'addestramento fu diretta il 1º gennaio 1917 a Sighetu Marmației e all'aeroporto di Solotvyno. Poco dopo, alcuni aerei della squadriglia furono dirottati ad Alsóvisó di Vișeu de Jos, con compiti di ricognizione per il Corpo dei Carpazi. Il 25 luglio 1917, l'intera aeronautica fu riorganizzata ricevendo compiti di divisione (da quel momento chiamata Divisions-Kompanie 38, Flik 38D). Alla fine dell'anno l'unità fu trasferita a Budeni, Alba di Zlatna. Dopo il cessate il fuoco con i russi (Trattato di Brest-Litovsk), fu inviata sul fronte italiano a Pordenone. Nell'estate del 1918 fu inviata a San Vendemiano e combatté nella 6ª armata nell'offensiva della Battaglia del solstizio. Nel settembre del 1918, durante un'altra riorganizzazione diventa Schutzflieger- und Schlachtflieger-Kompanie 38, Flik 38S.
Al 15 ottobre era a Tovena.
Prima della fine della guerra fu ritirata a Villaco e poi a Klagenfurt am Wörthersee.
Dopo la guerra, fu sciolta insieme all'intera aeronautica austriaca.